# Vollebak
Vollebak este un brand britanic de îmbrăcăminte specializat în îmbrăcăminte sportivă și de aventură pentru bărbați. Brandul a fost lansat în 2015 de frații gemeni și foști creatori publicitari Nick și Steve Tidball, iar sediul central al companiei este situat în Londra.
În decembrie 2015, hanoracul de relaxare al companiei a fost purtat de Jon Glaser și Jimmy Fallon pe The Tonight Show Protagonizat de Jimmy Fallon.
În august 2018, Vollebak a creat o jachetă acoperită cu grafen și în mai 2020 o jachetă realizată în principal din cupru.
Potrivit unei reviste rusești, scriind despre hanoracul de 100 de ani „Învingeți elementele: acum respinge ploaia, vântul, zăpada și focul.” Brandul promovează hanoracul ca „Foarte durabil și rezistent la abraziune este, de asemenea, hidrofug, elastic și ignifug.”
Începând cu 24 noiembrie 2021, marca a strâns 10 milioane USD în finanțare externă, inclusiv o rundă de Seria A condusă de firma de risc Venrex cu sediul la Londra, cu participarea cofondatorului Airbnb Joe Gebbia și CFO-ul Headspace Sean Brecker.
În 2022, Vollebak a primit o sumă nedezvăluită de la BFC Venrex Fashion Fund.

## Premii
- Jacheta cu încărcare solară a fost inclusă în  Revista TIME pe lista celor mai bune invenții în 2018[9]
- Jacheta Graphene a fost finalistă în Premiile pentru inovație prin design 2019 ale Fast Company[10]
- Tricoul din plante și alge a primit o mențiune de onoare în premiile World Changing Ideas ale Fast Company Magazine 2020[11]
- Jacheta Full Metal a fost inclusă în lista cu cele mai bune invenții a revistei TIME în 2020[12]